# 斐迪南·蒂勒
斐迪南·蒂勒（德語：Ferdinand Tille；1988年12月8日—）是一位德國排球運動員。他是德國國家男子排球隊的一員，代表德國參加2009年歐洲排球聯賽獲得金牌，並且在2014年代表德國參加世界排球錦標賽獲得銅牌。